# NGC 1635
NGC 1635 (другие обозначения — UGC 3126, MCG 0-12-63, ZWG 393.60, IRAS04375-0038, PGC 15773) — линзовидная галактика с баром и неясной структурой в созвездии Эридан. Вырожденные спирали закручены в псевдокольцо. 
Этот объект входит в число перечисленных в оригинальной редакции «Нового общего каталога».